# Jørgen Elkjær-Larsen
Jørgen Elkjær-Larsen (født 15. februar 1912 i Sankt Jakobs Sogn, København, død 21. april 1988) var en dansk jurist og embedsmand, der var departementschef i Statsministeriet fra 1952 til 1964.
Efter studentereksamen fra Østre Borgerdydskole i 1931 blev han cand.jur. i 1938. Samme år begyndte han sin karriere som fungerende sekretær i Landbrugsministeriet, blev sekretær i 1940, fuldmægtig i 1945 og ekspeditionssekretær i 1950. Han var tillige sekretær i Finansministeriet 1939-1941, sekretær for regeringens beskæftigelsesudvalg 1941-1943 og sekretær i Prisdirektoratet 1943-1946. Mens Erik Eriksen var landbrugsminister blev han udnævnt til ministersekretær i 1945 og fortsatte dermed indtil 1950, da han ved Eriksens tiltræden som statsminister rykkede med til Statsministeriet som ministersekretær. I 1952 blev han forfremmet til departementschef og blev samtidig statsrådssekretær. Her var han til 1964. Året efter udnævntes han til amtmand over Frederiksborg Amt, hvilket han var frem til 1982.
Jørgen Elkjær-Larsen var kommandør af 1. grad af Dannebrogordenen.